# 天空之城—美特拉
《天空之城—美特拉》(英語：Meteora)是美國搖滾樂團聯合公園之第二張錄音室專輯。此專輯於2003年3月25日經華納兄弟唱片發行，繼其後與《顛覆混合理論》合作之專輯，其中收錄了該團2000年首張錄音室專輯《Hybrid Theory》之歌曲混音。專輯由樂團與Don Gilmore共同製作。Meteora之名源於希臘東正教修道院之初名。評論家形容，Meteora之音樂風格與《Hybrid Theory》相似，此專輯歷時近一年方得以完成。該專輯是聯合公園自2000年貝斯手Dave Farrell重返樂團後，首度收錄其參與之錄音室專輯。
專輯首度登上告示牌200強專輯榜冠軍寶座，首周售出逾81萬張。聯合公園自Meteora中發行超過一年之單曲，包括《Somewhere I Belong》、《Faint》、《Numb》、《From the Inside》以及《Breaking the Habit》。《Lying from You》於2004年3月作為宣傳單曲問世。雖然部分評論家認為此專輯風格與前作過於相似，然Meteora仍獲得普遍好評。
專輯全球銷量達1600萬張，躍居21世紀最暢銷專輯第八名。美國唱片業協會（RIAA）將其認證為7× Platinum。該專輯於告示牌2000年代最佳專輯榜中排名第36位。專輯中部分歌曲與杰斯之作品混音，匯聚成2004年EP《衝擊理論》。《Session》在第46屆葛萊美獎上獲得最佳搖滾器樂演奏提名。
2023年2月，樂團宣布將於4月7日發行20週年紀念版。與此同時，他們推出一首前所未發行之單曲《Lost》，作為重發專輯之主打歌。

## 作曲與錄音
2000年，聯合公園與音樂製作人 Don Gilmore 攜手合作，錄製並發行了他們的首張專輯《混合理論》。第二張專輯的初步創作可以追溯到2001年初，當時樂隊正為《混合理論》展開巡迴演出。在短短八個月的《混合理論》世界巡演及LP地下巡演期間，樂隊創作了約80個不同的樣本。當時寫下的粗略歌曲構想最終成為了專輯的一部分，尤其是 "Somewhere I Belong" 的開場部分。Bennington 為此錄製了吉他旋律，但覺得它過於民謠搖滾風格。然而，Shinoda 和 Joe Hahn 對其進行了改良，加入了特效，並倒置播放，使其符合樂隊的期望。正如 Shinoda 解釋的：“因為我把它倒過來，所以它的演奏順序是4-3-2-1。和弦進行也是顛倒的。接著我把它分成四個部分，並按照1-2-3-4的順序演奏。這就是它為何具有那樣流暢的聲音。”
2002年，在決定推出第二張專輯前，先發行一張名為《顛覆混合理論》的混音專輯，由樂團成員麥克·篠田負責製作。這次經歷讓樂團希望在第二張專輯中與吉爾摩（Gilmore）共同製作，並將《混合理論》的音樂風格加入更多的實驗性元素。年初巡迴演出結束後，樂團在麥克的家中錄音室繼續歌曲創作，專輯的預製作也隨之展開。在創作過程中，樂團成員兩兩一組進行創作，篠田則負責參與所有歌曲的創作。歌曲錄製主要採用Pro Tools，而在主錄音室則使用傳統的創作手法。到6月，專輯的預製作告一段落，樂團開始著手主要製作。樂團最後確定唐·吉爾摩（Don Gilmore）為專輯製作人。當《顛覆混合理論》發行時，樂團已經著手創作主要內容。鼓手羅伯·博爾頓（Rob Bourdon）每天投入8個小時在錄音室錄製專輯。至8月，樂團進入NRG錄音室，主唱班寧頓（Bennington）也開始參與樂團的歌曲創作。
|                 | 我們清楚自己的目標，並在一定程度上知道如何實現。然而，我們只是隨心所欲地進行創作。我們不在意其他人在做什麼，也不在意歌曲在風格上是否組成一個和諧的整體。更像是：「這個吉他riff真酷！」接著，我們就尖叫著唱過去，下一首歌可能是一首節奏適中的抒情歌，你會根據歌曲的需求去演唱。那時候我們在探索，作為大學生，我們在實驗室裡，意外地找到了一個大家都喜歡的作品，而且它取得了成功。我認為這張專輯正是這種精神的延續。 |
| ——查斯特·班寧頓 | |

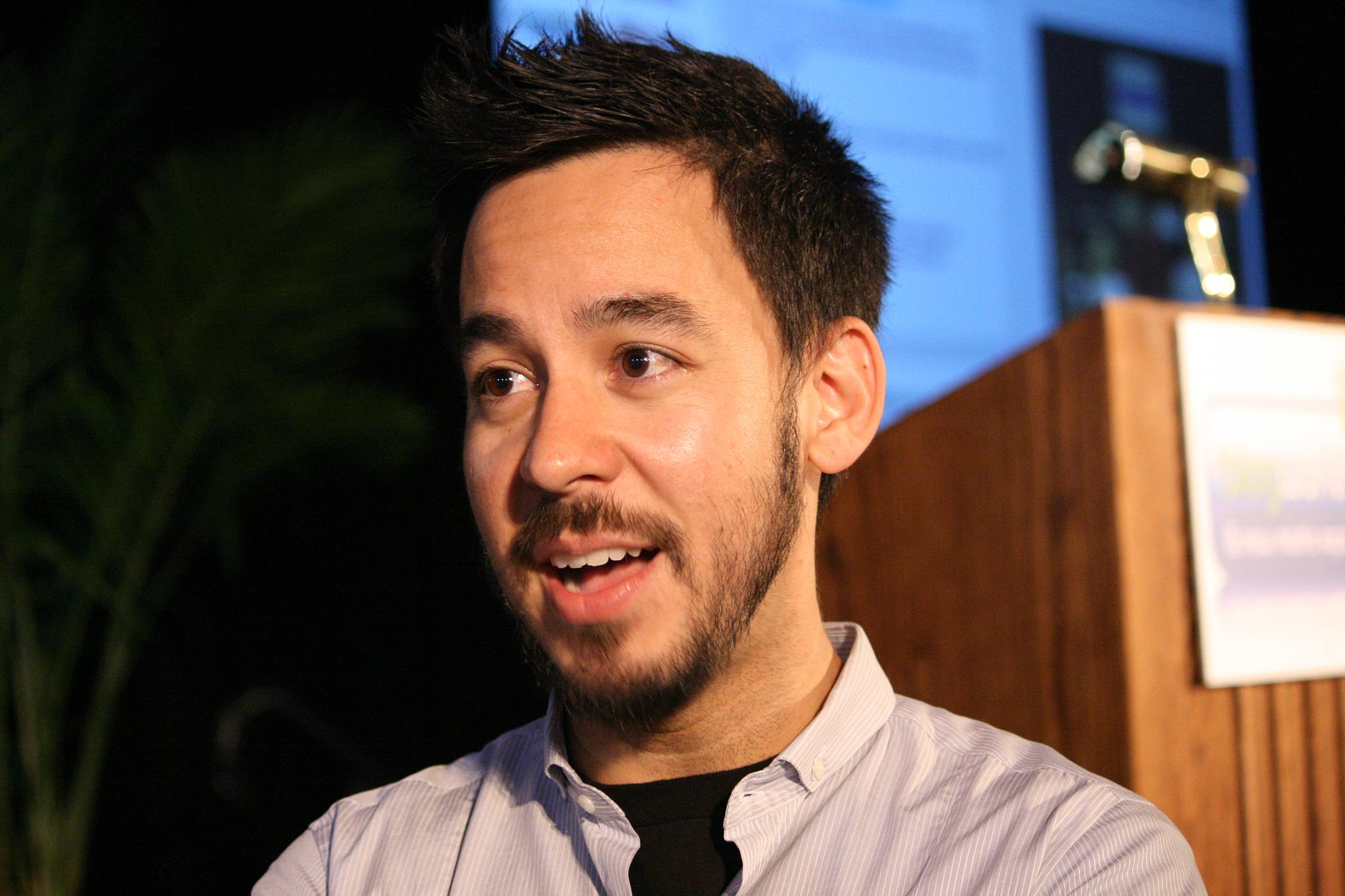
麥克·信田（Mike Shinoda）被認定為參與了所有歌曲的創作。

在正式進行錄音之前，他們已經完成了很多歌曲的最終版本，但他們在錄音室中撰寫了收錄在專輯曲目裡的確定歌曲。到了10月，鼓部分已經敲定，並且布拉德在錄音室控制室加入了吉他部分。10月底時，貝斯部分也被納入其中。作為一名貝斯手的唐·吉爾摩，在費瑞爾錄音時給予了協助。哈恩的取樣部分則在截稿前的一個月才加入，隨後麥克在大衛·坎貝爾的弦樂編排協助下完成了《Breaking the Habit》的錄音；這首歌曲是慎奈達歷時五六年精心打造的作品。11月，人聲製作便開始進行。最後，整個混音過程和專輯本身均在紐約市完成。

## 曲目列表
註：中文歌曲名稱為台灣華納唱片公司之翻譯
| 曲序 | 曲目                           | 时长 |
| ---- | ------------------------------ | ---- |
| 1.   | Foreword（序曲）               | 0:13 |
| 2.   | Don't Stay（別留下）           | 3:08 |
| 3.   | Somewhere I Belong（我的歸屬） | 3:45 |
| 4.   | Lying From You（悄悄逃開你）   | 2:55 |
| 5.   | Hit The Floor（應聲倒地）      | 2:44 |
| 6.   | Easier To Run（說逃就逃）      | 3:24 |
| 7.   | Faint（昏厥）                  | 2:42 |
| 8.   | Figure.09（你的影像）          | 3:17 |
| 9.   | Breaking The Habit（自新）     | 3:16 |
| 10.  | From The Inside（發自內心）    | 2:55 |
| 11.  | Nobody's Listening（沒人在聽） | 2:58 |
| 12.  | Session（段子）                | 2:24 |
| 13.  | Numb（渾然不覺）               | 3:09 |

## 外部連結
- （英文）聯合公園官方網站（页面存档备份，存于）